# طراحی سازوکار
در اقتصاد و تئوری بازی‌ها، طراحی سازوکار یا طراحی مکانیسم مطالعه طراحی قواعد یک بازی یا سیستم است. این طراحی باید به گونه‌ای باشد که به خروجی یا هدف مشخصی منجر شود، حتی اگر تمام عوامل بازی به دنبال منفعت شخصی خود باشند.
بازی‌هایی که طراحی مکانیسم مورد بررسی قرار می‌دهد، مشخصه‌های زیر را دارند:
- اطلاعات هر عامل اقتصادی – بازیگر - برای سایر عامل‌های اقتصادی- بازیگران- قابل مشاهده نیست، در واقع اطلاعات هر بازیگر مخفی است.
- ساختار این بازی به گونه‌ای است که طراح انتخاب می‌کند نه این که از پیش تعیین شده باشد.
- طراح به دنبال نتیجه دلخواه خود است.

راهکار اصلی برای حل این بازی‌ها ایجاد انگیزه برای عاملان اقتصادی برای آشکار کردن اطلاعات است.
جایزه اقتصادی نوبل در سال ۲۰۰۷ به دلیل پایه‌گذاری تئوری طراحی مکانیزم به لئونید هورویج، اریک مسکین، و راجر مایرسون اعطا شد.

## زمینه‌های نظری ایجاد طراحی سازوکار
یکی از بنیادی‌ترین موضوعاتی که دانش اقتصاد از ابتدا به دنبال توضیح آن بوده‌است مسئلهٔ تخصیص منابع است. بر اساس تئوری‌های رفاه در اقتصاد خرد بخصوص قضیه اول رفاه تخصیص ایجاد شده توسط بازار رقابتی، بر اساس معیار پارتو بهینه‌است. این قضیه مبتنی بر فروضی است. یکی از این فروض اطلاعات کامل است. در صورت عدم وجود اطلاعات کامل، دیگر لزومی به برقراری قضیه اول رفاه وجود ندارد؛ لذا در صورت عدم وجود اطلاعات کامل برای آن که به تخصیص پارتو دست پیدا کنیم، نیاز به طراحی قواعدی وجود دارد که تحت این قواعد تعامل عامل‌های اقتصادی تخصیص بهینه را رقم بزند.

## پایه‌های نظری

### سازوکار
لئونید هورویج (۱۹۶۰) سازوکار را به صورت زیر تعریف می‌کند:

«یک سازوکار یک سامانه ارتباطی است، به گونه‌ای که در آن شرکت کنندگان پیام‌هایی را به یکدیگر یا یک عامل مرکزی ارسال می‌کنند، و بر اساس قاعده‌ای از پیش تعیین شده، برای هر مجموعه از این پیام‌ها یک عایدی نصیب هر کدام از شرکت کنند گان می‌شود.»

### اصل افشا

#### ضرورت اصل افشا
این اصل به طراح کمک می‌کند که برای یافتن بهترین سازوکار به جای آنکه همه مکانیسم‌های ممکن را - که قاعدتاً غیرممکن است- مورد بررسی قرار دهد، توجه خود را به مجموعه محدودی از مکانیسم‌ها - که مکانیسم‌های مستقیم نامیده می‌شوند- معطوف کند.
مکانیسم‌های مستقیم علی‌رغم آنکه منطبق با شرایط دنیای واقعی نیستند به دلیل چارچوب تحلیلی- ریاضی که در اختیار طراح قرار می‌دهند، مورد توجه می‌باشند. زمانی که مسئله بهینه‌سازی جهت یافتن بهترین مکانیسم مستقیم حل شد، طراح با استفاده از یک نگاشت می‌تواند مکانیسم بدست آمده را به مکانیسمی واقعی تر تبدیل کند.

#### بیان آن
این اصل که نخستین بار در سال ۱۹۷۲ توسط گیبارد ارائه شد به صورت زیر است:

«هر تعادل نش بیزین با اطلاعات ناکامل، رامیتوان توسط مکانیسم افشا به تعادلی با عایدهای معادل که در آن بازیگرها نوع خود را درست اعلام می‌کنند تحویل داد.»

## شاخه‌های مختلف طراحی مکانیسم
در یک دسته‌بندی کلی طراحی مکانیسم را می‌توان به دو دسته طراحی تخصیص‌های قیمتی و غیر قیمتی دسته‌بندی کرد. که بررسی هر کدام با استفاده از مثال انجام شده‌است.

### تخصیص‌های قیمتی

#### نظریه قرارداد
ساده‌ترین مثال، تصور حالتی است که یک کارفرما با دو نوع متفاوت از کارگران (یکی کارا و دیگر ناکارا) روبروست. اگر حاصل تلاش هر کارگر قابل مشاهده (Observable) و قابل اثبات (Verifiable) باشد، کارفرما مشکلی جهت تنظیم دو نوع متفاوت قرارداد با هر نوع از کارگران ندارد. حالا شرایطی را تصور کنید که دو نوع کارگر از یکدیگر قابل تمیز نیستند، کارفرما علاقه‌مند خواهدبود که قراردادهای دوگانه را به صورتی تنظیم کند که در عین حال که هر دو کارگر همچنان تمایل به کار کردن دارند در عین حال هر کارگر قرارداد مناسب خود را انتخاب کند و تمایلی نداشته باشد که قراردادی را که برای کارگر دیگر طراحی شده‌است قبول کند.

#### طراحی بازار
طراحی بازار یکی از حوزه‌های میان رشته‌ای در اقتصاد خرد است که با استفاده از نظریه بازی‌ها، تحقیق در عملیات، اقتصاد خرد و نیز مطالعات مربوط به مطالعه موردی خاص خود، به حل برخی مشکلات موجود در بازارها می‌پردازد. به بیان ساده، طراحی بازار با درک موارد ناکارا در بازار، به رفع آن همت می‌گمارد.
معمولاً مطالعات موردی طراحی بازار در قالب تخصیص‌های غیرقیمتی ظاهر می‌شود. در تخصیص‌های غیر قیمتی مسئله تخصیص منابع نه با استفاده از سازوکار قیمت بلکه تخصیص بر اساس شرایط عرضه‌کنندگان و تقاضا کنندگان است. مواردی از این مسائل در بازار مبادله کلیه، بازار اشتغال پزشکان جوان و به هم‌رسانی مدارس و دانش آموزان مورد توجه قرار گرفته و سعی در حل برخی مشکلات موجود شده‌است.
یکی از مسائلی که در طراحی بازار بسیار مورد توجه‌است، مسئله تبادل کلیه است. افراد فراوانی هستند که نیازمند پیوند کلیه هستند و در بسیاری از موارد یکی از بستگان آن‌ها حاضر است یکی از کلیه‌های خود را به آن‌ها بدهد، مشکل در اینجاست که در بسیاری از موارد، کلیه این فرد با بدن گیرنده سازگاری ندارد (گروه خون و سازگاری بافتی). با در نظر گرفتن این که در آمریکا سالانه چندین هزار از این موارد وجود دارد و خرید و فروش اعضای بدن هم ممنوع است، این راه حل به نظر می‌رسد که چرا تلاش نکنیم در بین این جامعه از زوجها (دهنده - گیرنده)، دو زوج را پیدا کنیم که با وجودی که با هم قابل Match شدن نیستند، ولی دهنده هر زوج با گیرنده زوج دیگر سازگاری دارد. با استفاده از همین ایده ساده، مباحث راوانی حول مبادله کلیه. شیوه‌های به هم‌رسانی دهندگان و گیرندگان کلیه شکل گرفته‌است.  در اینجا موضوع انگیزه‌های دهنده‌ها و گیرنده‌ها وتیم‌های پزشکی پیش می‌آید، مضاف بر آنکه سازگاری گروه خونی رابطه‌ای یک یه یک نیست (فردی با گروه خونی A می‌تواند از گروه‌های A و O کلیه بگیرد ولی می‌تواند به گروه‌های A و AB کلیه بدهد).

#### طراحی حراجی
مثال دیگر تخصیص یک واحد غیرقابل تقسیم از کالایی است، به یکی از چندین متقاضی، که کالا برای هر یک از آن‌ها ارزش متفاوتی از دیگران دارد. در شرایط وجود اطلاعات کامل، فروشنده مشابه یک انحصارگر عمل می‌کند و کالا را به خریداری که کالا را به بالاترین میزان ارزش‌گذاری می‌کند با قیمتی که تنها کمی از این ارزش کوچکتر است، می‌فروشد. اکنون حالتی را تصور کنید که ترجیحات هر خریدار تنها برای خود او آشکار است، در این حالت طراحی مکانیزم به بحث تئوری حراج ختم می‌شود. راه‌حل مسئله فوق با هدف دستیابی به این هدف که خریداران ترجیحات واقعی خود را آشکار کنند، مکانزیمی است که حراج قیمت دوم با پیشنهادهای مخفی (Second-Price Sealed Bid Auction) نامیده می‌شود و قانون آن بدین صورت است که هر خریدار پیشنهاد قیمت خود برای کالا را در پاکت دربسته ارائه می‌دهد و برنده کسی است که بیشترین پیشنهاد را ارائه داده‌است و او باید دومین بیشترین پیشنهاد را بپردازد (موضوع جالب آن که به سادگی می‌توان نشان داد حاصل این مکانیزم معادل حراجهای متداول -که حراج انگلیسی خوانده می‌شوند- که طی آن افراد با افزایش قیمت در مقابل یکدیگر تلاش در به دست آوردن یک کالا دارند خواهد بود، البته به شرط برقرار بودن یک یا دو فرض ساده‌کننده). در تئوری حراجها همچنین در مورد اینکه اگر ارزش کالا برای هر خریدار تابعی از نظر سایر خریداران بود یا حالتی که بیش از یک واحد کالا برای فروش ارائه می‌شود نیز می‌پردازد. از لحاظ عمق تئوریک، بحث حراج‌ها و قراردادها از جذاب‌ترین مباحث طراحی مکانیزم است.

## مثال‌هایی از طراحی سازوکار

### کالای عمومی
در تعیین اندازه کالای عمومی، اثرات خارجی آن مورد توجه است. فرض کنید که قرار است کارخانه‌ای در منطقه‌ای مسکونی ایجاد شود. ایجاد این کارخانه به دلیل آلودگی و سروصدا مطلوبیت منفی – هزینه‌های بهداشتی و سلامتی- برای ساکنان آن منطقه دارد. از طرفی ایجاد کارخانه باعث ایجاد سود و درآمد برای کارکنان آن می‌شود. تصمیم‌گیری برای دادن مجوز برای ایجاد این کارخانه به صورت تعیین میزان سود اقتصادی و زیان ناشی از این کارخانه و سنجیدن مقادیر آن دو است. اگر میزان سود کارخانه از میزان زیان که یه ساکنان وارد شده‌است کمتر باشد مجوز داده نمی‌شود. اما اگر میزان سود کارخانه از میزان زیان که یه ساکنان وارد شده‌است بیشتر باشد می‌توان با پوشش دادن زیان توسط سود کارخانه برای هر دو طرف مطلوبیت مثبت ایجاد کرد و مجوز ایجاد کارخانه را صادر کرد.
اما مشکل از آنجایی ایجاد می‌شود که هر دو طرف انگیزه دارند که در اعلام میزان واقعی سود و زیان دروغ بگویند. چرا که ساکنان منطقه می‌دانند که پرداختی به آن‌ها بر اساس زیان اعلامی آن‌ها می‌باشد و صاحبان کارخانه نیز می‌دانند که هر چه سود اعلامی بیشتر باشد پرداختی به ساکنان بیشتر بوده و در نتیجه عایدی کمتری نصیب آن‌ها می‌شود.
برای حل این مشکل باید انگیزه‌های افراد را مورد نظر قرار داد. در این‌جا افراد انگیزه دارند که دروغ بگویند چراکه میزان عایدی آن‌ها با میزان اعلامی آن‌ها از سود و زیانشان تناسب دارد. حال اگر بخواهیم که فرد راست بگوید باید انگیزهٔ دروغ گفتن را از او بگیریم برای این کار میزان عایدی فرد مستقل از مقدار اعلامی او در نظر گرفته می‌شود. مکانیزمی که برای این مسئله در نظر گرفته می‌شود به صورت زیر است:
1. اگر میزان سود اعلامی از میزان زیان اعلامی کمتر باشد مجوز برای ایجاد کارخانه داده نمی‌شود.
2. اگر میزان سود اعلامی از میزان زیان اعلامی بیشتر باشد به ساکنان منطقه برابر سود کارخانه داده شده و از صاحبان کارخانه برابر زیان اعلامی گرفته می‌شود. تفاوت بین سود و زیان اعلامی توسط دولت – در واقع به عنوان هزینه راست گفتن عاملان اقتصادی- پرداخت می‌شود.

به این مکانیسم سازوکار راست‌نما (Truth Revealing) گفته می‌شود. با استفاده از تئوری بازی نشان داده می‌شود که با این قواعد در نظر گرفته شده، راست گفتن برای هر دو عامل راهبرد غالب است.

### مالیات
یکی از انواع مالیات، مالیات بر درآمد است که در آن پایه مالیاتی درآمد افراد است. به همین دلیل افراد انگیزه دارند که اطلاعات درآمدی خود را مخفی کنند. یکی از مکانیسم‌هایی که برای پی بردن به درآمد افراد طراحی شده‌است مالیاتی است که به نام مالیات بر ارزش افزوده شناخته می‌شود. که در آن با در نظر گرفتن زنجیره تولید کالا و اظهار نامه مودیان مالیاتی می‌توان پی به درآمد افراد برد.